# Plateros avians
Plateros avians är en skalbaggsart som beskrevs av Green 1953. Plateros avians ingår i släktet Plateros och familjen rödvingebaggar. Inga underarter finns listade i Catalogue of Life.